# 达扎·尕让托布旦拉西降措
达扎·尕让托布旦拉西降措（1967年7月—），男，藏族，四川若尔盖人，中国藏传佛教僧人，现任中国佛教协会副秘书长，第十三届全国政协委员，四川藏语佛学院阿坝分院院长。